# القيم العشمي (كشر)

تعديل مصدري - تعديل

القيم العشمي هي إحدى قرى عزلة خميس اليزيدي بمديرية كشر التابعة لمحافظة حجة، بلغ تعداد سكانها 224 نسمة حسب تعداد اليمن لعام 2004.